# هاوکر هدهوگ
هاوکر هدهوگ (به انگلیسی: Hawker Hedgehog) یک هواپیمای ساختِ کارخانهٔ هاوکر ایرکرفت در کشور بریتانیا است. این هواپیما برای نخستین بار در ۱۹۲۴ میلادی مورد استفاده قرار گرفت.